# Desmodium
Desmodium este un gen de plante din familia leguminoaselor Fabaceae, numite uneori căpușă-trifoi .  Există zeci de specii și delimitarea genului s-a schimbat mult de-a lungul timpului. Speciile sunt răspândite pe scară largă – din Quebec până în nordul Argentinei în America, în nordul și sudul Africii tropicale, în sudul Peninsulei Arabe, în Myanmar și Thailanda, Noua Guinee și nordul și estul Australiei. 